# Phtheochroa exasperantana
Phtheochroa exasperantana es una especie de polilla de la familia Tortricidae. La envergadura es de 16 mm. Se han registrado vuelos en adultos en agosto.

## Distribución
Se encuentra en Tayikistán y Rusia.